# 木村阿美菜
木村 阿美菜（きむら あみな、1988年8月4日 - ）は、日本のアイドル、歌手、女優、タレント。
千葉県出身。

## 人物
- 佐倉市立臼井西中学校卒業[要出典]。
- 身長 157cm 体重 39kg。
- スリーサイズ 80 - 55 - 85。
- 趣味は、料理、サッカー観戦(川崎フロンターレのサポーターとして、よく観戦をしている)、お笑いライブ観賞(井下好井、Bコースが一押しらしい)。
- 特技は、和太鼓。
- ペットは、ポメラニアンを飼っている。名前は「キラ」。
- 中学生時代からV6の大ファンである。岡田准一主演のSP革命篇は5回見に行った。14歳の時にV6のコンサートを見に行ったのをきっかけに芸能界を目指す。
- レッドブルと火鍋とパイの実が大好物。
- ピンクが大好きで部屋中ピンク。

## 出演作品

### 雑誌・新聞
- BX
- 日刊ゲンダイ
- Strobe Photo&Technic
- バトルヴィーナス

### テレビ
- 世界一受けたい授業(日本テレビ)
- ハテナの殿堂(日本テレビ)
- トッターマンDS(テレビ東京)
- 体育の時間(エンタ371)
- 働くアイドル劇場(エンタ371)
- GIRLS TRAIN(あっ!とおどろく放送局)
- それいけ！2年ロケッツ組(あっ!とおどろく放送局)

### 舞台
- PROPAGANDA STAGE 「VOICE」 (2005年)
- PROPAGANDA STAGE 「カナリア」 (2005年) - 上原はづき役
- PROPAGANDA STAGE 「家族屋」 (2006年) - 白川由香役

### インターネット・携帯サイト
- ダイナマイトチャンネル
- ＠失礼します
- アクトビラ　ビデオ　水着デクッキング
- コスドキ
- Meet the Girl スクールガール編
- スターチャット.TV
- デジドル（元21期エッグ）
- 発信！お笑い玉手箱(ちゃんねるロゴス)
- 「ニコ笑・モグライブ」〜モグラ芸人の逆襲〜

### 映画
- 「ミタイトル」 (2010年) - 紗希役

### DVD
- Teenな彼女。
- AKIBA STYLE
- きらめきレオタード
- グラビア女子プロレス
- VOLTAGE-X
- 乙姫

### デジタル写真集
- 桃っ子ティーンズ 「完熟美少女」
- ICCデジタル写真集
- GIRLS TRAIN写真集

### CD
- オムニバスCD 「White Brim」
- T-FANTASY 「VERSION/Eays」

### 撮影会
- ミラクルハウス撮影会
- モデルメーカー撮影会
- Fresh撮影会
- 東京写真連盟撮影会
- アケスタ撮影会
- ミルフィーユ撮影会

### ライブ MC
- レーザービーム
- BIG COMPLIANCE
- くりすます☆コレクション

### お笑いライブ
- TEPPENハニー
- スマイル☆スパーク
- 笑いの種
- お笑いガールズコレクション
- スタイル女子部
- 渦潮ライブ
- キャンディーボックス
- 芸人☆ウォーズ
- 火暴(笑)DDP48ライブ

### ライブ 歌
- ファンタスティック
- Ponbashi days
- Girls evolution
- IDOL SUMMER LIVE 2009
- Super Idol Mix
- 湘南Girls Festival
- GIRLS☆Girls☆ガールズ!
- RUIDOL
- きらきら☆ないと
- Girls Heart Festival
- Happy Trigger

### ライブ ダンス
- 高橋菜々さんバックダンサー 「MEGA PEER」
- 「ちょっかな」